# Dwór w Starym Zadybiu
Dwór w Starym Zadybiu – dwór znajdujący się we wsi Stare Zadybie w województwie lubelskim. W skład zabudowań podworskich wchodzą również park i zespół folwarczny, w tym stajnia, stodoła i gorzelnia. Dwór powstał w połowie XIX wieku. Po II wojnie światowej został znacjonalizowany, obecnie służy jako szkoła podstawowa.